# Leila Ahmed
Leila Ahmed (en árabe: لیلى أحم‎; n. 1940) es una estudiosa del Islam egipcioestadounidense. En 1992 publicó el libro Women and Gender in Islam, considerado un análisis histórico central para estudiar la posición de las mujeres en las sociedades árabes musulmanas. En 1999 se convirtió en la primera mujer en ser profesora de Estudios de la Mujer y Religión en la Escuela de Teología Harvard y desde 2003 ha ocupado la cátedra de Teología «Victor S. Thomas». En 2013 Ahmed recibió el premio Grawemeyer de Religión, otorgado por la Universidad de Louisville, por su análisis sobre el uso del velo de las mujeres musulmanas en los Estados Unidos.

## Biografía
Nacida en el distrito de Heliópolis (El Cairo) en una familia compuesta por un padre egipcio de clase media y una madre turca de clase alta en 1940, Ahmed recibió en su infancia los valores musulmanes egipcios junto con la orientación liberal de la aristocracia bajo el antiguo régimen. La familia Ahmed estuvo políticamente aislada después del Movimiento de Oficiales Libres en 1952. Su padre, un ingeniero civil, se opuso a la construcción de la presa de Asuán por razones ecológicas, obra que fue llevada a cabo por el gobierno de Gamal Abdel Nasser.
Obtuvo su doctorado de la Universidad de Cambridge en la década de 1960, antes de establecerse en los Estados Unidos para enseñar y escribir. Allí comenzó a enseñar estudios de la mujer y estudios del cercano Oriente en la Universidad de Massachusetts Amherst en 1981; luego consiguió una plaza para enseñar estudios de la mujer y religión en la Escuela de Teología de Harvard.

## Obras

### A Border Passage(1999)
En sus memorias de 1999, A Border Passage, Ahmed describe su crianza multicultural en El Cairo, al igual que su vida adulta como expatriada e inmigrante en Europa y Estados Unidos. Relata cómo recibió el islam de su abuela durante la infancia y cómo lo diferenció del «Islam oficial» tal como lo practicaban y predicaban las élites religiosas masculinas. Esta toma de consciencia fue la base de su primer libro que gozó del éxito comercial, Women and Gender in Islam (1992), un libro sobre la historia del Islam, el feminismo musulmán y el rol histórico de las mujeres en el islam.
La obra posee la estructura de un bildungsroman, ya que comienza con la narradora-protagonista en Egipto, luego describe su viaje a Estados Unidos y finalmente presenta su retorno al país de origen. Su yo autobiográfico se concentra en su cualidad de sujeto entre culturas. Según un artículo académico de Leila Aouadi, Ahmed utiliza imágenes estereotipadas, como por ejemplo, la del harén, con el fin de hacer comprensible su mundo para los lectores europeos. Aouadi, en su comparación de este libro con dos obras de Nawal El Saadawi, puntualiza que Ahmed elabora un relato contrapuesto al que considera que las mujeres árabes son víctimas de opresión.
Ahmed habla de su experiencia en Europa y los Estados Unidos como llena de tensiones y confusiones, ya que intentaba reconciliar su identidad musulmana y egipcia con los valores occidentales. Enfrentándose al racismo y al prejuicio contra los musulmanes y luego de deconstruir las creencias tradicionalistas y centradas en el varón de su propia cultura, se concentró en eliminar mitos y malentendidos igualmente dañinos de la cultura occidental sobre el islam y las mujeres musulmanas.
Ahmed criticó fuertemente el nacionalismo árabe en Egipto y en el Medio Oriente. Dedica un capítulo entero a esta cuestión y a los factores políticos y los esfuerzos invertidos en construir una identidad árabe para Egipto luego del golpe de Estado del ejército. Según la investigación de Ahmed, la idea de que los egipcios eran «árabes» nunca se había escuchado hasta el siglo XX. Se refiere al nacionalismo árabe, como a cualquier otro pannacionalismo, como un tipo de imperialismo cultural que elimina la diversidad y la creatividad cultural no solo de las mayorías nacionales arabófonas —que generalmente hablan lenguas vernáculas divergentes— sino también de las minorías de otros idiomas en el Medio Oriente y África del Norte.

### Women and Gender in Islam(1992)
En su obra central, Women and Gender in Islam (1992), Ahmed argumenta que las prácticas opresivas a las que las mujeres son sometidas se deben a la prevalencia de las interpretaciones patriarcales del islam más que al islam mismo. Sostiene que a lo largo de su evolución, surgieron dos voces en la religión: una estructura ética que proclama la igualdad moral y espiritual de todos los seres vivos, y una estructura jerárquica que sienta la base de las relaciones entre varones y mujeres, es decir, una jerarquía de origen sexual. Sin embargo, Ahmed defiende los aspectos de dicha religión que defienden los derechos de la mujer, como la prohibición del infanticidio femenino, la posibilidad de divorciarse y volver a casarse, heredar propiedades y ocupar cargos de autoridad. Todas estas libertades se contraponen a la visión patriarcal del Islam. Por otro lado, en su libro trata el tema del velo y menciona que, si bien para algunos, su uso representa un retorno a un Islam «puro» tal cosa no puede darse debido a que las ideas occidentales han impregnado el gesto, incluso las que existen sobre los derechos de la mujer.
La obra está dividida en tres partes: una referida al Oriente Medio antes de la aparición del Islam, otra relacionada con la situación de la mujer en la Edad Media y el surgimiento de dicha religión, y por último, una sobre las mujeres y el género en el siglo XIX. La obra sigue un desarrollo lineal y cronológico, pero cada capítulo es específico. Si bien la autora realiza algunas comparaciones, no pierde su foco, y menciona que, antes del suyo, ningún otro trabajo sobre el tema se refería específicamente a las mujeres.

## Producción

### Libros y capítulos
- Edward W. Lane: A study of his life and works and of British ideas of the Middle East in the Nineteenth century. Londres: Longman (1978)
- "A Traditional Ceremony in an Islamic Milieu in Malaysia", en Muslim Women (1984)
- "Between Two Worlds: The Formation of a Turn-of-the-Century Egyptian Feminist", en Life/Lines: Theorizing Women's Autobiography (1988)
- "Arab Women: 1995", en The Next Arab Decade: Alternative Futures (1988)
- "Feminism and Cross-Cultural Inquiry: The terms of discourse in Islam" en Coming to Terms: Feminism, Theory and Politics. Ed. Elizabeth Weed. Nueva York: Routledge (1989)
- Women and Gender in Islam: Historical Roots of a Modern Debate. New Haven: Yale University Press (1992)
- A Border Passage: From Cairo to America—A Woman's Journey. New York: Farrar Straus & Giroux (1999)
- A Quiet Revolution: The Veil's Resurgence, from the Middle East to America. New Haven. Yale University Press (2011)

### Artículos
- "Women in the rise of Islam." The new Voices of Islam : Rethinking Politics and Modernity : a Reader. Ed. Mehran Kamrava. Berkeley, CA: University of California Press, 2006. 177-200.
- "The Discourse of the Veil." Post Colonialisms: an Anthology of Cultural Theory and Criticism. Ed. Gaurav Desai and Supriya Nair. New Brunswick, NJ: Rutgers University Press, 2005. 315-338.
- "The Veil Debate Again: a View from America in the Early Twenty-first Century". On Shifting Ground: Muslim Women in the Global Era. Ed. Fereshteh Nourale-Simone. Nueva York: Feminist Press at the City University of New York, 2005.
- "Gender and literacy in Islam." Nothing Sacred: Women Respond to Religious Fundamentalism and Terror. Ed. Betsy Reed. Nueva York: Thunder's Mouth Press/Nation Books, 2002.
- "The Women of Islam". Transition 83 (2000): 78-97.
- "Early Islam and the position of Women: the problem of interpretation." Women in Middle Eastern History: Shifting Boundaries in Sex and Gender. Ed. Nikki R. Keddie, Beth Baron. New Haven: Yale University Press, 1993.
- "Arab Culture and Writing Woman's Bodies." Gender Issues 9.1 (1 de marzo de 1989): 41-55.
- "Women and the Advent of Islam." Signs 11.4 (verano, 1986): 665-691.
- "Feminism and Feminist Movements in the Middle East, a Preliminary Exploration: Turkey, Egypt, Algeria, People's Democratic Republic of Yemen." Women and Islam. Ed. Ellen Skinner. Virginia: Pergamon Press: 1982. 153.
- "Western Ethnocentrism and Perceptions of the Harem." Feminist Studies 8.3 (otoño, 1982): 521-534.
- Ahmed, Leila, Krishna Ahooja-Patel, Charlotte Bunch, Nilufer Cagatay, Ursula Funk, Dafna N. Izraeli, Margaret McIntosh, Helen I. Safa, and Aline K. Wong. "Comments on Tinker's 'A Feminist view of Copenhagen". Signs 6.4 (verano, 1981): 771-790.
- "Encounter with American Feminism: A Muslim Woman's View of Two Conferences". Women's Studies Newsletter 8.3 (verano, 1980): 7-9.

### Películas
- Leila Ahmed fue asesora en el documental Muhammad: Legacy of a Prophet («Mahoma: El legado de un Profeta»), de 2002, producido por Unity Productions Foundation.[13]